# 茸(たけ)
茸(たけ)（1993年9月20日 - ）は、日本のゲーム実況者。YouTubeやニコニコ動画にゲーム実況動画を投稿する他、イベント司会や出演している。
2020年まではワタナベエンターテインメントに所属していた。

## 略歴
2011年3月にPlayStation 2のゲームソフト『サルゲッチュ3』の実況動画でゲーム実況者として活動を開始。
2012年3月22日にニコニコ動画でビデオゲーム『Minecraft』の実況動画「【Minecraft】もう俺、村人でいいや【実況】　１泊目」を公開。同作は公開初日で6万〜7万再生を記録した。以降、ゲーム実況者として活動の他に、イベントや生放送などの司会（MC）も担当している。

## 人物
『Minecraft』のゲーム実況動画は、学生時代の友人から勧められたことをきっかけとしており、同ゲームの自由度の高さに興味を持ち、実況向きのゲームと考えたことから始められた。
私生活では、2017年4月16日に結婚。結婚披露パーティーをニコニコ生放送で生中継し、大々的に祝われたが、2020年2月頃に離婚していたことを同年6月14日に自身のブロマガで報告した。

## 出演歴

### テレビ番組
- 恋するアテンダー（2022年1月26日、テレビ朝日・ABEMA） - JOYがアテンダーとなり、アンゴラ村長（にゃんこスター）にアテンドされた。

### ラジオ番組
- 『茸とJOYのマインクライム』 モデルでタレントのJOYと共にYouTubeでもマインクライムなどを実況。